# Гиями, Зейналабдин
Зейналабдин Гиями (1891, Ахар, Восточный Азербайджан — 1973, Баку) — юрист, политик, федаи, член Демократической партии Азербайджана, председатель Верховного суда в период Азербайджанского Национального Правительства.
Он принимал участие в движениях Мешруте, Хиябани и 21 Азер. В 1920 году был одним из членов Национального правительства, созданного в Тебризе под руководством шейха Мухаммада Хиябани. Являлся одним из основателей Социалистической партии Ирана, партии Туде и Демократической партии Азербайджана.

## Жизнь
Зейналабдин Алинагы оглу Гиями родился в 1891 году в Тебризе.
Во время Конституционного движения он был представлен Саттар-хану Хаджи Али Давафурушом и присоединился к рядам федаинов. Он участвовал в сражениях, произошедших на берегу реки Аджичай и в Эмирбаге. Позже стал одним из 70 федаинов, отправившихся с Саттар-ханом в Тегеран. Он участвовал в бою, завершившемся захватом Бахаристана. За проявленное мужество получил титул «Салар Зафар» от Национального административного совета.
После того как Мухаммедали шах Каджар ушел с престола, Зейналабдин Гиями получил высшее образование в Школе права и политических наук. Затем он возглавил Центральный комитет Демократической партии, руководимый Сулейманом Мирзой Искендером.

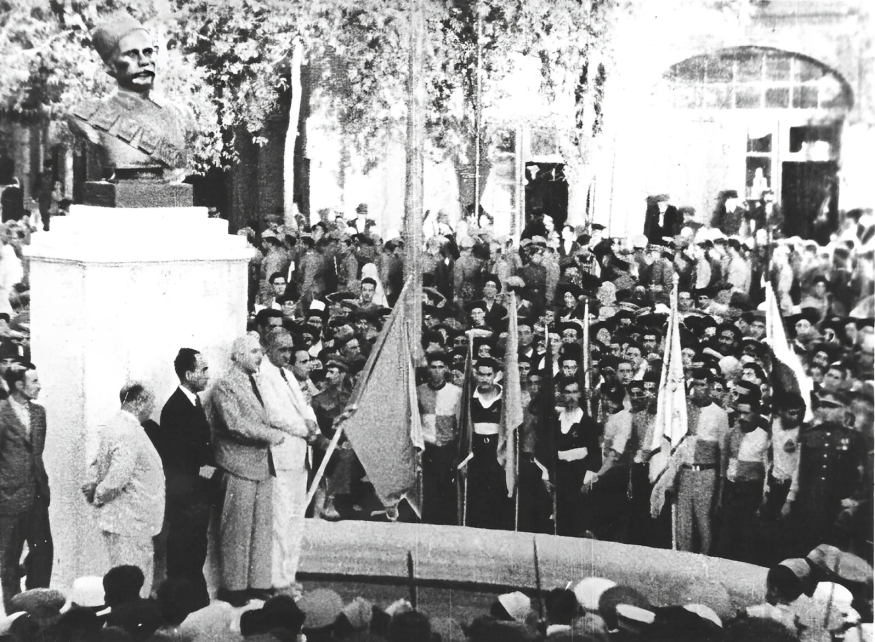
Церемония открытия бюста Багир хана на площади Саатгабахы в Тебризе, 1946 год. Слева направо: Саламулла Джавид, Зейналабдин Гиями, Мир Джафар Пишевари, Мирза Али Шабустари.

В 1920 году он присоединился к движению Шейха Мухаммада Хиябани, начавшемуся в Тебризе. Для управления движением был создан Общественный административный комитет под руководством Шейха Мухаммада Хиябани, в который входили Мирза Таги хан Рафет, Зейналабдин Гиями и другие. В составе созданного 24 июня 1920 года в Тебризе Национального правительства он был одним из 20 членов. За проявленное мужество в движении Хиябани, ему было дано прозвище «Гиями». 14 сентября 1920 года Шейх Мухаммад Хиябани был убит Мехдикули ханом Хидайатом. После этого его соратники вели партизанские бои с правительственными силами в различных районах. Федаинский отряд под руководством Зейналабдина Гиями сражался с правительственными войсками в районах Ахара и горных районах Карадага. Позже, в ходе переговоров с представителями государства, они добились отставки убийцы Хиябани, Мехдикули хана Хидайата.
После Закона о фамилиях, он взял себе фамилию «Гиями» из-за участия в движении Хиябани, которое произошло в Тебризе.
В 1921 году по приглашению Сулеймана Мирзы Искандери он был приглашен в Тегеран для создания Социалистической партии. Там он был избран в Центральный комитет, состоявший из 41 человека. После переворота, совершённого Зияэддином Табатабаи в 1921 году, он вернулся в Азербайджан и работал над созданием департамента по транспорту. Однако после распада этого правительства он был арестован, обвинён военным судом в принадлежности к коммунистам и в организации вооружённого восстания, за что был приговорён к смертной казни. Благодаря усилиям Хасана хана Мостоуфи аль-Мамалика он был освобождён из заключения. С 1 сентября 1924 года он начал издавать газету «Асайеш», которая выходила в Тебризе два раза в неделю.
В 1937—1939 годах он был избран мэром Исфахана. Там он боролся с коррупцией и произволом государственных чиновников. Однако спустя некоторое время был вынужден подать в отставку и переехал в Тегеран. 29 сентября 1941 года он стал одним из основателей партии Туде, созданной в Тегеране.

### В Азербайджанском Демократическом Движении

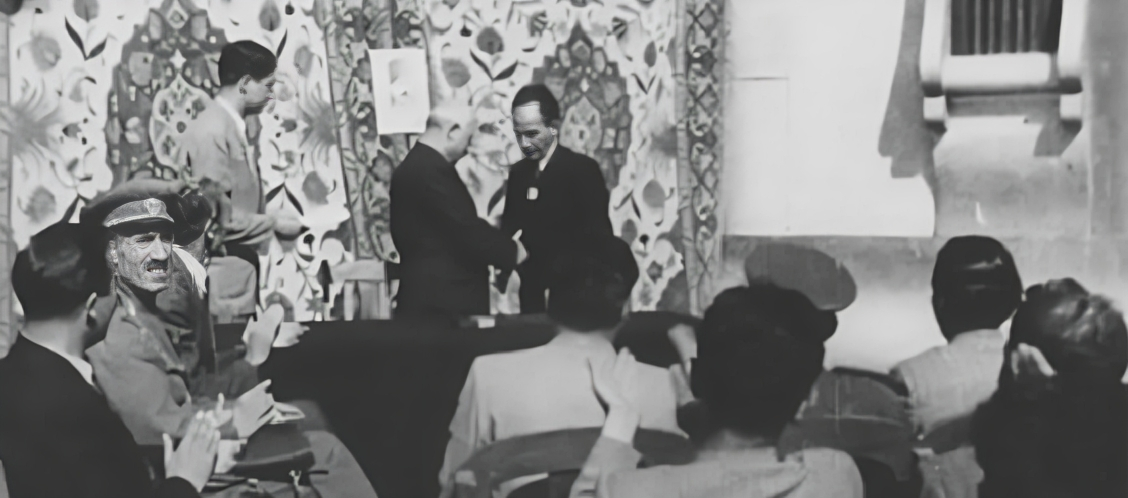
[Мир Джафар Пишевари вручает Зейналабдину Гиями орден «Саттархан».

6 сентября 1945 года на областном пленуме азербайджанской организации партии Туде было принято решение о переходе членов этой организации в Демократическую партию Азербайджана. Для реализации этого решения была создана комиссия в составе: Садык Падеган, Зейналабдин Гиями, Мехди Хусейн Бурхани, Ядолла Калантари и Абульхасан Вагиф.
14 сентября 1945 года на встрече в Тебризе была создана Организационная комиссия из 14 человек, включая Зейналабдина Гиями, с целью основания Демократической партии Азербайджана. Он был избран членом Президиума Азербайджанского Народного Конгресса, который начал свою деятельность в здании Тебризского театра «Эрк» 20 ноября 1945 года. 21 ноября из числа делегатов Конгресса был сформирован Национальный комитет, которому было поручено исполнять решения до завершения выборов и формирования правительства. Зейналабдин Гиями стал одним из 39 членов этого Национального комитета. В тот же день было принято решение о проведении выборов в парламент Азербайджана. Для организации выборов был утверждён состав избирательной комиссии из 19 человек под председательством Зейналабдина Гиями. С 27 ноября по 2 декабря 1945 года прошли свободные выборы, в которых впервые в истории Ирана приняли участие женщины. В результате выборов Зейналабдин Гиями был избран представителем от Тебриза в Национальный парламент Азербайджана.
После основания Национального правительства Азербайджана 12 декабря 1945 года, Зейналабдин Гиями был назначен председателем Верховного суда. 15 января 1946 года была создана комиссия из 15 человек для составления Конституции Национального правительства Азербайджана, и Зейналабдин Гиями также вошёл в её состав. В 1946 году он был назначен руководителем недавно созданной двухгодичной политической школы.
В 1946 году за участие в национально-демократическом движении он был награждён орденом «Саттархан».
5 декабря 1946 года шахские войска, наступавшие на Мияне, были остановлены федаинами под руководством Гулама Яхьи. Жители различных регионов Азербайджана обращались к Национальному правительству с просьбой о вооружении и борьбе против шахских войск. После этого под руководством Мир Джафар Пишевари был создан Комитет обороны. Первой задачей комитета стало объявление военного положения в Тебризе и создание добровольческих отрядов «Бабек». В первый этап в эти отряды вступило 600 человек. После этого Пишевари вновь обратился к Советскому Союзу за военной поддержкой. Однако этот запрос остался без ответа.
11 декабря 1946 года Азербайджанский провинциальный совет принял решение о том, чтобы предотвратить кровопролитие, и указал Кызылбашской Народной Армии и федаев не оказывать сопротивления войскам шаха и покинуть поле боя. С того дня, банды феодалов, а также жандармы в гражданской одежде начали совершать массовые убийства в крупных городах, еще до того, как туда вошла иранская армия. Эти группы назывались Тегеранским радио «иранскими патриотами». Их основной целью было уничтожение демократов и обеспечение входа шахских войск в города. Тебриз и другие города Азербайджана подверглись грабежам и массовым убийствам. Азербайджанское Демократическая Республика пало. Тысячи людей были арестованы. В ходе массовых убийств были убиты члены АДФ, федаины, а также известные поэты Али Фитрат, Сади Юзбанди и Мухаммедбагир Никнам. 14 декабря 1946 года поддерживаемая США и Великобританией иранская армия вошла в Тебриз. После этого резня и грабежи продолжались.
После падения Национального правительства Зейналабдин Гиями эмигрировал в Баку. Некоторое время он проживал в Мардакане. Преподавал в Центральной партийной школе Азербайджана. Работал в восстановленной в Баку Демократической партии Азербайджана. В октябре 1953 года был избран одним из 15 членов Центрального комитета Демократической партии Азербайджана.
В 1973 году он скончался в Баку и был похоронен на Второй Аллее почётного захоронения.